# 津信用金庫
津信用金庫（つしんようきんこ）は三重県津市に本店を置く信用金庫。
ATMでの預金引出し取引については、他の信用金庫と百五銀行及び三重県下JAバンク・JA三重信連のキャッシュカードは自信金扱いとなる（ただし時間外の引き出しについては手数料が必要）。

## 沿革
- 1923年（大正12年）3月16日 - 有限責任津信用組合として設立される。
- 1943年（昭和18年）8月 - 市街地信用組合に改組される（名称は有限責任津信用組合のまま）。
- 1950年（昭和25年）3月 - 信用協同組合津信用組合に改組される。
- 1952年（昭和27年）3月 - 津信用金庫に改組される。
- 1968年（昭和43年）11月 - 本店を現在地に移転する。

## 店舗
- 三重県津市
  - 本店、新町支店、津駅前支店、橋南支店、南郊支店、久居支店